# Vulkan Trophy
Die Vulkan Trophy war ein seit 2007 in Herbstein-Altenschlirf im Vogelsbergkreis ausgetragenes 24-Stunden-Langstreckenrennen, bei dem ausschließlich Oldtimertraktoren teilnehmen konnten. Es war das erste und bisher einzige Rennen dieser Art in Deutschland. Die Idee dazu stammt aus Österreich, wo es Traktorenrennen schon längere Zeit gibt. Das Rennen fand Anfang Juli statt. Der bisher älteste teilnehmende Traktor war ein Deutz F1L514/51 aus dem Jahr 1952. Veranstalter des Rennens ist der Oldtimer Traktoren Racing Club Vogelsberg.
Am 13. März 2016 veröffentlichte der Verein in Facebook das "Aus" für die Vulkan Trophy.
Der Name Vulkan Trophy ist eine andere Bezeichnung für den Siegerpokal, den verschiedene Vereine vergeben. Der Vogelsberger Traktorverein z. B. vergibt eine Basalt-Trophäe.

## Strecke
Der Rundkurs der Vulkan-Trophy-Strecke ist etwa 4,5 km lang. 60 % der Strecke bestehen aus Schotter- und Wiesenwegen, die übrige Strecke ist asphaltiert.

## Teilnehmer
Die Traktoren müssen Baujahr 1975 oder früher sein. Um am 24-Stunden-Rennen teilnehmen zu können, müssen mindestens zwei Fahrer mit entsprechendem Führerschein gemeldet werden, maximal sind vier Fahrer für den einzelnen Traktor in den 24 Stunden zugelassen. Das Mindestalter der Fahrer ist 16 Jahre. Für die Fahrer besteht eine Helm- und Gurtpflicht. Zwingend vorgeschrieben ist auch ein Überrollbügel am Fahrzeug und z. B. traktorübliche Zugeinrichtungen vorn und hinten.
Die Fahrzeuge werden in verschiedene Klassen eingeteilt.
Die einzelnen Höchstgeschwindigkeiten sind von dieser Klassifizierung abhängig. So darf ein Traktor der Klasse 1A (1–15 PS serienmäßig) höchstens 30 km/h erreichen, während ein Limit von 70 km/h für alle B-Fahrzeuge (seriennah oder Eigenbauten) mit Allradbremsen besteht.
Bereits am ersten Rennen im Jahr 2007 nahmen 27 Teams, darunter eines aus Österreich, teil. Im Jahr 2008 waren es bereits 37 Teilnehmer, wobei das Siegerteam des Jahres 2007 wegen eines Traktorunfalls jedoch nicht teilnehmen konnte. 2009 waren 44 Teilnehmer am Start. Es gab einen spektakulären Traktorüberschlag. Dank des Sicherheitskäfigs blieb der Fahrer unverletzt. Der Traktor war nach etwas über 5 Stunden mit neuer Vorderachse wieder im Rennen.
2010 war das Rennen durch trockenes Wetter von Staub geprägt. Die Sichtweite auf der Strecke betrug zum Teil weniger als 50 Meter. Ein Traktor kam im Bereich der Zielgeraden von der Strecke ab und stürzte in den Zuschauerbereich. Dabei wurden der Fahrer und ein Helfer leicht verletzt.
Die Veranstalter erweiterten umgehend den Sicherheitsbereich, indem sie eine zweite Absperrung errichteten.
Da es sich bei dem Wettbewerb um Europameisterschaften und Weltmeisterschaften handelt, dürfen natürlich Fahrer aus der ganzen Welt teilnehmen, bisher sind aber nur Fahrer aus Österreich und Deutschland am Start, da diese Sportart in anderen Ländern noch nicht sehr bekannt ist. Für 2013 war ein Team aus Afrika gemeldet, Es konnte aber wegen Überbreite des Traktors nicht starten.

## Sieger
Im Jahr 2007 erreichte das Team Ross Landtechnik aus Angersbach (Wartenberg) auf einem John Deere 2030, Baujahr 1975, den ersten Platz. Das Team fuhr insgesamt 189 Runden, was einer Gesamtstrecke von etwa 850 Kilometern entspricht. Hierbei erreichte das Team eine Durchschnittsgeschwindigkeit von 35,43 km/h, in der schnellsten Runde 47,25 km/h.
Im Jahr 2008 erreichte das Steyr Racing Team Hauer Ferdi aus Eisgarn Österreich auf einem Steyr 40, Baujahr 1970, den ersten Platz.
Das Team fuhr insgesamt 221 Runden, was einer Gesamtstrecke von etwa 994 Kilometern entspricht.
Im Jahr 2009 erreichte das Steyr Racing Team Hauer Ferdi aus Eisgarn Österreich auf seinem Steyr 40, erneut den ersten Platz. Sie konnten in den 24 Stunden 228 Runden zurücklegen.
Im Jahr 2010 holte das Steyr Racing Team Hauer Ferdi wieder den Gesamtsieg nach Eisgarn (Österreich). Diesmal konnte das Team 196 Runden zurücklegen, was einer Durchschnittsgeschwindigkeit von 36,67 km/h entspricht.
In der Gesamtwertung 2011 siegte Schmieds Racing Team aus Grebenhain auf einem Deutz 4005. Der Traktor mit dem Baujahr 1965 legte 246 Runden auf der rund 4,5 Kilometer langen Rennstrecke zurück. Auffällig waren die insgesamt schnelleren Rundenzeiten, wobei aber kaum Strafen für zu schnelles Fahren verhängt wurden.
2013 ging der Gesamtsieg an das Team Green Beast Racing aus Grebenhain. Der modifizierte Deutz schaffte in Klasse 4b 253 Runden. Die schnellste Runde des Rennens hatte das RLH-Steyr Racing Team 2 mit einer Rundenzeit von 4:25,757 Minuten. Das entspricht 60,96 km/h.